# Canneto sull'Oglio
Canneto sull'Oglio es una localidad y comune italiana de la provincia de Mantua, región de Lombardía, con 4.546 habitantes.

## Evolución demográfica
| Gráfica de evolución demográfica de Canneto sull'Oglio entre 1861 y 2001 |
|                                                                          |
| Fuente ISTAT - elaboración gráfica de Wikipedia                          |